# Thètes
Dans la Grèce antique, les thètes (en grec ancien οἱ θῆτες / hoì thêtès, étymologie inconnue) sont les citoyens les plus pauvres, contraints le plus souvent de louer leurs services à autrui moyennant salaire. Ils forment la plus grande part des clérouques (colons) dans le cadre de la colonisation grecque.
Pollux définit les thètes comme des travailleurs salariés ; ce sont des ouvriers agricoles salariés chez Homère.

## À Athènes
À Athènes, les thètes (τὸ θητικόν / tò thêtikón) constituent la dernière classe censitaire de la classification de Solon ; elle rassemble ceux qui perçoivent moins de 200 médimnes de blé. Ils auraient pu représenter plus de 50 % des citoyens athéniens. Le plus souvent sans terres, ils doivent louer leurs services. Ils n'ont pas accès à la magistrature et forment l'essentiel des rameurs des trières athéniennes. Les thètes prirent de l'importance dans la cité au fur et à mesure que la puissance navale athénienne se développa. Ils sont une majorité à l'Héliée et remplissent des magistratures inférieures (greffiers, etc.).
Au IVe siècle, sous Démétrios de Phalère, ils perdent tout pouvoir politique .